# Telychi
Az telychi a llandoveryi földtörténeti kor három korszaka közül az utolsó, amely 438,5 ± 1,1 millió évvel ezelőtt kezdődött az aeroni korszak után, és 433,4 ± 0,8 millió éve ért véget a wenlocki kor sheinwoodi korszaka előtt.
Nevét a walesi Llandovery város közelében lévő Pen-lan-Telych faluról kapta. A korszakot és az ezt megalapozó rétegtani emeletet egy brit geológus-kutatócsoport (L. R. M. Cocks et al.) írta le 1971-ben.

## Meghatározása
A Nemzetközi Rétegtani Bizottság meghatározása szerint az telychi emelet alapját (a korszak kezdetét) azok a kőzetrétegek jelzik, amelyek közvetlenül az Eocoelia intermedia pörgekarú kihalása után, és az Eocoelia curtisi pörgekarú megjelenése előtt helyezkednek el. Ez a Monograptus turriculatus graptolita-biozóna alapjának közelében található. Az emelet tetejét (a korszak végét) ezidáig nem határozták meg pontosan; valahol az 5. Acritarcha-biozóna alapja és a Pterospathodus amorphognathoides konodonta kihalása között helyezkedik el. Ez vélhetően a Cyrtograptus centrifugus graptolita-biozóna alapjának közelében található.